# Hermann de Toul
Hermann de Toul († 1026) est le 37e évêque de Toul, titulaire du 20 décembre 1018 au 1er avril 1026.

## Biographie
À la mort de l'évêque Bertholde, les chanoines de Toul députèrent deux des leurs à l'empereur Henri II. Ce prince leur indiqua Hermann, chanoine de la cathédrale de Cologne, et issu d'une ancienne maison de cette ville. Hermann, après avoir étudié au Séminaire de Cologne et de Liège, fut donc sacré évêque de Toul le 20 décembre 1018 mais ce prélat avait un caractère dur et violent. Quelques seigneurs s'étant emparés d'un des fiefs de son Église (les comtes Ricuin, Louis et Theodoric), il se mit aussitôt au combat, armes à la main, contre ces derniers. Ce prélat ira même, dans un accès d'emportement, jusqu'à frapper d'un bâton l'abbé Vidric, de l'Abbaye Saint-Evre de Toul, ce qui fit dire à cet abbé : « cet évêque ne dément point son nom » (car en langue barbare ou allemande, Hermann signifie un homme qui s'égare). Aussi l'épiscopat d'Hermann n'a t-il laissé dans le diocèse nulle trace honorable. L'empereur Henri II étant mort en 1024, une assemblée générale se tint sur les bords du Rhin entre Mayence et Oppenheim pour lui donner un successeur. Les suffrages se partagèrent entre deux princes appelés tous deux du nom de Conrad. Hermann, évêque Toul, ainsi que Frédéric II, duc de Lorraine, présents l'un et l'autre à cette assemblée figuraient dans le parti opposé à l'élection de Conrad le Salique qui néanmoins fut proclamé. Ce prince eut connaissance de la conduite de l'évêque Hermann à son égard mais loin de l'en faire souffrir, il se montra constamment son bienfaiteur. 
Il fait achever dans le village de Sionne le château de Rorthey, commencé par son prédécesseur, et en donna l'investiture à Étienne, seigneur de Neufchâteau.
Il commença les premiers fondements de l'Abbaye de Poussay, qui fut achevée sous son successeur Bruno d'Eguisheim.
C'est lui qui ordonna la translation du corps de Saint Amon, de l'Abbaye Saint-Mansuy, où il avait été enterré, à la Cathédrale de Toul.
Hermann mourut sur ses terres à Cologne le 1er avril 1026 et reçut la sépulture dans basilique Saint Géréon (de) de cette ville.
Son successeur sera Bruno d'Eguisheim, élu pape sous le nom de Léon IX.